# Brian Ó Baoill
Brian Ó Baoill est un auteur, poète et musicien de langue irlandaise né en 1929 à Ballaghaderreen. De par l'importance de son engagement, il est l'un des militants majeurs du gaélique irlandais.

## Biographie
Brian Ó Baoill naît en 1929 à Ballaghaderreen dans le comté de Roscommon en Irlande. Il passe la majeure partie de sa vie dans le Cois Fharraige, zone côtière à l'ouest de la ville de Galway.
Il passe un mois en prison en 1985 après avoir refusé d'acheter une licence de télévision pour protester contre le manque de programmes en langue irlandaise sur RTÉ à l'époque.
Brian Ó Baoill travaillé à Londres et également au Canada, où il perpétue des liens avec la sphère militante de défense du gaélique irlandais[réf. nécessaire]
Il est le premier orateur à Glór na n'Gael, une organisation de langue irlandaise financée par Foras na Gaeilge qui promeut et soutient l'irlandais dans trois secteurs : la famille, le développement communautaire et les entreprises.

## Récompenses et distinctions
- 2011 : Oireachtas Literary Award[5]
- 2017 : Conradh na Gaeilge Award[5]